# 拉巴斯 (烏拉圭)
拉巴斯（西班牙語：La Paz）是烏拉圭的城市，由卡內洛內斯省負責管轄，位於該國南部，距離首都蒙特維多約16公里，始建於1872年，海拔高度50米，2004年人口19,832。

## 外部連結
- INE map of La Paz （页面存档备份，存于）